# Candide (opereta)
Candide é uma opereta composta por Leonard Bernstein, baseada no romance homônimo de Voltaire, e com o libretto escrito por Lillian Hellman. A estreia de Candide foi em 1956, mas em 1974 foi apresentada novamente, com um novo libretto, de Hugh Wheeler. Outras pessoas que contribuíram com o texto foram: John Latouche, Dorothy Parker, Lillian Hellman, Stephen Sondheim e o próprio Bernstein. Hershy Kay, John Mauceri e Maurice Peress contribuíram para a orquestração.

## Origens
Candide foi originalmente concebida por Lilian Hellman como uma brincadeira com a música incidental, no estilo de seu trabalho anterior: The Lark. Bernstein ficou tão animado com essa ideia que convenceu Lilian a criar uma ópera cômica.

## Produções históricas

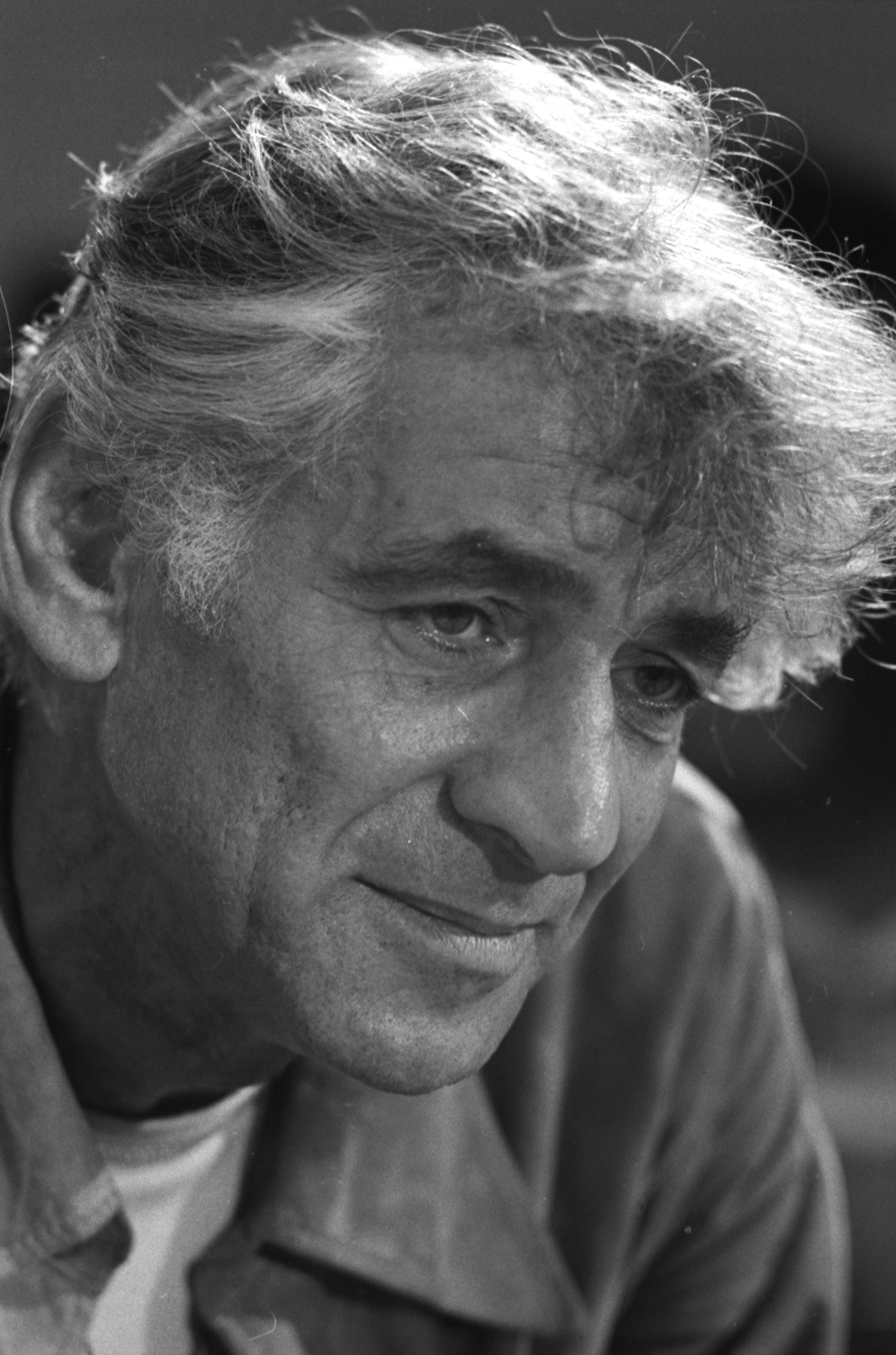
Leonard Bernstein em 1971

### Estreia
Candide estreou na Broadway como um musical em 1 de dezembro de 1956. A produção foi dirigida por Tyrone Guthrie e conduzida por Samuel Krachmalnick. Os cenários e roupas foram desenhados por Oliver Smith e Irene Sharaff, respectivamente. Anna Sokolow foi a coreógrafa. No elenco estavam: Robert Rounseville (Candide), Barbara Cock (Cunégonde), Max Adrian (Dr. Pangloss) e Irra Petine (Velha Lady).
Esta produção teve um desempenho inesperado, ficou apenas dois meses em cartaz, num total de 73 performances. O libretto de Hellman foi muito criticado no The New York Times.

### Outras performances
Sem o envolvimento de Bernstein, o show foi revivido na Broadway sob a direção de Harold Prince, previamente conhecido pela produção de Fiddler on the Roof. Lillian Hellman, a autora do libretto original, recusou qualquer outro trabalho para fazer reviver a obra, então Hugh Wheeler foi chamado para reescrever o libretto.
A nova versão estreou em 1973 no Teatro Central de Chelsea na Academia de Música do Brooklyn, depois mudando-se para Broadway em 1974 e permanecendo lá por dois anos. Na Broadway, a nova produção contou com Mark Baker (Candide), Maureen Brennan (Cunegonde), Sam Freed (Maximilian), Lewis J. Stadlen (Dr. Pangloss) e June Gable (Old Lady).
Em 1988, com a morte de Hellman, Bernstein começou a trabalhar com John Mauceri para produzir uma versão que expressaria seus desejos final em relação à Candide. O novo Candide foi produzido pela primeira vez na Ópera Escocesa e depois conduzida e gravada como a "versão final revisada", com Jerry Hadley, June Anderson, Christa Ludwig e Adolph Green.
Dez anos depois, quando o Teatro Nacional Real decidiu produzir Candide, outra revisão foi necessária e o libretto foi reescrito por John Caird. Essa nova versão foi a que teve maior sucesso e é a mais encenada.
Candide foi revivida na Broadway em 1997 dirigida por Harold Prince. Essa produção incluiu Jason Danieley, Harolyn Blackwell, Jim Dale, Andrea Martin e Brent Barrett.
Lonny Price dirigiu em 2004 um concerto com a Filarmônica de Nova Iorque sob a regência de Marin Alsop. As quatro performances dessa produção foram transmitidas pela PBS. O elenco era formado por Paul Groves, Kristin Chenoweth, Sir Thomas Allen, Patti LuPone e Janine LaManna.
Em 2006, em honra aos cinquenta anos do aniversário de criação de Candide, o Teatro Châtelet em Paris produziu a nova produção, sob a direção de Robert Carsen. A produção seguiu ao Teatro alla Scala em Milão em 2007 e para a Ópera Nacional Inglesa em 2008.
As mais recentes produções foram em Karlstad Sweden, sob a direção de Vernon Mound (2008), em Massachusetts no Festival do Teatro de Berkshire (2009) e no Conservatório de Música de Oberlin (2010).

## Papéis
- Candide: tenor
- Pangloss: barítono
- Maximiliano: barítono
- Cunégonde: soprano
- Paquette: alto
- Velha Senhora: alto
- Martin: barítono

## Abertura
A abertura de Candide ganhou rapidamente lugar no repertório orquestral. Após o sucesso da primeira performance em 1957, pela Filarmônica de Nova Iorque, sob a batuta do compositor, a abertura foi interpretada por mais de 100 orquestras, em menos de dois anos. Desde então, a peça tornou-se uma das mais interpretadas pelas orquestras, sendo a peça de concerto de Bernstein mais interpretada.
A Filarmônica de Nova Iorque a interpretou no histórico concerto em Pyongyang, na Coreia do Norte, em 2008.

## Partes
| Ato I - Abertura - Westphalia Chorale - Life Is Happiness Indeed - The Best of All Possible Worlds - Universal Good - Oh, Happy We - It Must Be So (Candide's Meditation) - Westphalia - Battle Music - Candide's Lament - Dear Boy - Auto-da-fé (What a day) - Candide Begins His Travels; It Must Be Me (2nd Meditation) - The Paris Waltz - Glitter and Be Gay - You Were Dead, You Know - I Am Easily Assimilated (Old Lady's Tango) - Quartet Finale | Ato II - Universal Good - My Love - We Are Women - The Pilgrim's Procession - Alleluia - Quiet - Introduction To Eldorado - The Ballad Of Eldorado - Words, Words, Words - Bon Voyage - The Kings' Barcarolle - Money, Money, Money - What's the Use? - The Venice Gavotte - Nothing More Than This - Universal Good - Make Our Garden Grow |